# Grästorp
Grästorp – miejscowość (tätort) w Szwecji, w regionie administracyjnym (län) Västra Götaland, w gminie Grästorp.
Według danych Szwedzkiego Urzędu Statystycznego liczba ludności wyniosła: 2946 (31 grudnia 2015), 3087 (31 grudnia 2018) i 3086 (31 grudnia 2019).